# Clematodina sastrei
Clematodina sastrei är en insektsart som beskrevs av Christiane Amédégnato och Marius Descamps 1978. Clematodina sastrei ingår i släktet Clematodina och familjen gräshoppor. Inga underarter finns listade i Catalogue of Life.